# Joan Collins
Joan Henrietta Collins (Paddington, Londen, 23 mei 1933) is een Brits televisie- en filmactrice, filmproducent, schrijver en columnist.

## Loopbaan
Na een vroege, bijzondere carrière werd ze in de jaren 1980 erg populair door haar rol als 'superbitch' Alexis Colby in de televisieserie Dynasty. Collins heeft in meer dan 60 films meegespeeld en heeft meerdere boeken geschreven.
Op 31 december 2014 werd zij geridderd door Koningin Elizabeth II vanwege haar opmerkelijke bijdragen voor de Britse entertainmentindustrie, waardoor zij zichzelf voortaan Dame Joan mag noemen.

## Privéleven
Collins is in 2002 getrouwd met Percy Gibson, acteur en manager van een theatergezelschap, en 32 jaar jonger dan zijzelf. Vier eerdere huwelijken strandden. Ze heeft twee kinderen uit haar tweede huwelijk, met zanger Anthony Newley, en een uit haar derde, met Apple Records-platenbaas Ron Kass. Haar jongere zuster is de schrijfster Jackie Collins (1937-2015).

## Selecte filmografie
- Ellis in Glamourland (2004)
- Joseph and the Amazing Technicolor Dreamcoat (1999)
- The Stud (1978)
- The Bawdy Adventures of Tom Jones (1975)
- Esther and the King (1960)
- Rally Round the Flag, Boys! (1958)
- The Virgin Queen (1955)
- Land of the Pharaohs (1955)
- Lady Godiva Rides Again (1951)
- The Fur Lady (1950)